# Brady Keeper
Brady Keeper, född 5 juni 1996, är en kanadensisk professionell ishockeyback som spelar för Florida Panthers i National Hockey League (NHL). Han har tidigare spelat för Maine Black Bears (University of Maine) i National Collegiate Athletic Association (NCAA).
Keeper blev aldrig NHL-draftad.

## Statistik
| 2012–2013   | Norway House North Stars | KJHL        | 29 | 6  | 28 | 34 | 66  | 2  | 0 | 0  | 0  | 8  |
| 2013–2014   | Norman Northstars        | MMHL        | 42 | 7  | 18 | 25 | 99  | —  | — | —  | —  | —  |
|             | OCN Blizzard             | MJHL        | 1  | 0  | 0  | 0  | 0   | —  | — | —  | —  | —  |
| 2014–2015   | OCN Blizzard             | MJHL        | 54 | 13 | 28 | 41 | 160 | 2  | 0 | 1  | 1  | 12 |
| 2015–2016   | OCN Blizzard             | MJHL        | 58 | 16 | 28 | 44 | 202 | 5  | 3 | 1  | 4  | 32 |
| 2016–2017   | OCN Blizzard             | MJHL        | 48 | 23 | 25 | 48 | 82  | 15 | 4 | 12 | 16 | 42 |
| 2017–2018   | Maine Black Bears        | NCAA        | 37 | 6  | 16 | 22 | 88  | —  | — | —  | —  | —  |
| 2018–2019   | Florida Panthers         | NHL         | 1  | 0  | 0  | 0  | 0   | —  | — | —  | —  | —  |
|             | Maine Black Bears        | NCAA        | 36 | 7  | 15 | 22 | 58  | —  | — | —  | —  | —  |
| NHL totalt  | NHL totalt               | NHL totalt  | 1  | 0  | 0  | 0  | 0   | —  | — | —  | —  | —  |
| NCAA totalt | NCAA totalt              | NCAA totalt | 73 | 13 | 31 | 44 | 146 | —  | — | —  | —  | —  |